# Ботар (заказник)
Бо́тар — ботанічний заказник місцевого значення в Україні. Розташований у межахВиноградівського району Закарпатської області, на території земель запасу Пийтерфолвівської сільської ради (268,1 га) та Вилоцької селищної ради (9,0 га). 
Площа — 277,1 га, статус отриманий у 2016 році.
Охороняється ділянка неканалізованого природного русла та заплави у нижній течії річки Батар. тут трапляється значна кількість регіонально рідкісних та занесених до Червоної книги України видів рослин, а також рідкісних рослинних угруповань.